# Лозовое (Винницкая область)
Лозовое (укр. Лозове) — село на Украине, находится в Черневецком районе Винницкой области.
Код КОАТУУ — 0524984001. Население по переписи 2001 года составляет 681 человек. Почтовый индекс — 24114. Телефонный код — 4357.
Занимает площадь 2,252 км².

## История
В 1946 году указом ПВС УССР село Людвиковка переименовано в Лозовое.

## Религия
В селе действует Свято-Покровский храм Черневецкого благочиния Могилёв-Подольской епархии Украинской православной церкви.

## Адрес местного совета
24114, Винницкая область, Черневецкий р-н, с. Лозовое, ул. Ленина, 4